# Kyparissia (Messinia)
Kyparissia  este un oraș în Grecia în Prefectura Messinia.